# Nahr Ghadir
Nahr Ghadir ou le fleuve de Ghadir est un fleuve libanais issu de ruisseaux saisonniers dans la montagne du Chouf et qui se jette dans la mer Méditerranée au sud de Beyrouth, au niveau de l'aéroport international de Beyrouth où il est couvert. Il est totalement à sec en été. Il est, selon certains, le fleuve le plus pollué du Liban. Il n'est pas navigable.